# Fernmeldeturm Weilerskopf

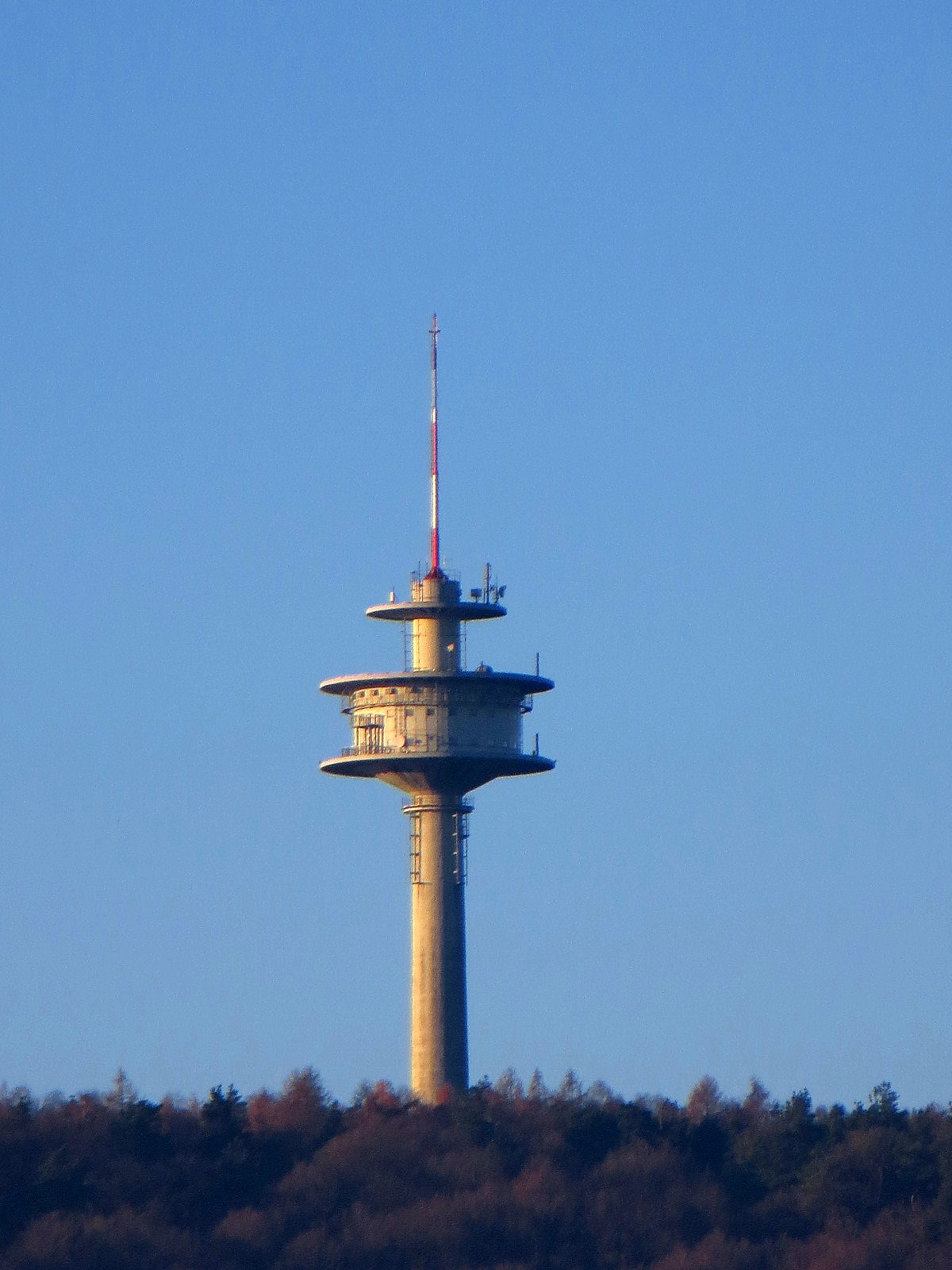
Fernmeldeturm von Freinsheim aus gesehen

Der Fernmeldeturm Weilerskopf ist ein 1969 fertiggestellter Typenturm vom Typ „FMT 2“ mit einer Höhe von 130,7 Metern. Er befindet sich auf der Gemarkung einer Exklave der Gemeinde Herxheim am Berg. Er dient heute nur noch für Mobilfunk und Richtfunk. Hörfunk-Ausstrahlungen fanden von hier nur im DAB-Modus statt. Dies war der Hauptsender für den Block LB des Ludwigshafener L-Bandes mit einer ERP von 1 kW. Inzwischen ist dieser DAB-Sender abgeschaltet.